# Дубровачка братовштина Светог Антуна
Братовштина Св. Антуна је током вишевековног постојања понела епитет најугледније и најважније лаичке братовштине у Граду под Срђем.
 
Антунини су представљали најелитнију корпорацију најбогатијих трговаца, бродовласника и финансијера града Дубровника.

Посебно од 15. века, братовштина се све више издвајала од низа других дубровачких братовштина.

## Оснивање и уједињење
Од њеног оснивања у 14. веку и утемељења (1348) братовштине „Св. Духа и Св. Спаситеља Света“, преко преломног тренутка, уједињења (1432) споменуте братовштине са братовштином „Св. Антуна Опата и Св. Петра“, па све до краха Дубровачке републике (лат. Respublica Ragusina: 1358-1808), антунинска је делатност постала битним чиниоцем дубровачке друштвене стварности.
Братовштина Св. Антуна је имала седиште у цркви Св. „Антуна Опата“ на Плочама (део града Дубровника), која је после 1808. године до темеља порушена (од стране чланова породице Алага из Бана у Конављу).

## Припадност Антунинима постаје ствар престижа
Припадност братовштини Антунина постала је један од главних механизама сталешког издвајања дубровачкога грађанског слоја.
 
При томе се мисли на онај друштвени слој који се од тридесетих година 14. века, све више издвајао, по својој имовини, професији, породичној структури и статусним симболима од широке масе ситнога грађанства (читај: пука).
Ти људи, окупљени у братовштини Св. Антуна, чинили су виши средњи и високи сталеж дубровачкога друштва на хијерархијској лествици, стајући раме уз раме са старом дубровачком властелом, али су и поред тога били искључени из власти (она је припадала само и једино дубровачком племству).
 
Током времена они су се и терминолошки дефинисали, присвојивши за себе назив – „грађани“, искључиво за себе, чиме је успостављена и појмовна подела дубровачког друштва у три слоја – „племство“ (лат. nobiles), грађанство (лат. cives popolares, или итал. cittadini), и пук (итал. popolo).
Током 16. и 17. века, припадници најпрестижније лаичке братовштина „Антунина“, почињу користити и породичне грбове, којима су истицали свој статус.

Део грбова дубровачких грађана, (Антунина и Лазарина), могу се наћи у рукописној оставштини познате штампарске породице Martecchini.
Одмах после француске окупације Дубровника (25. маја 1806. године), укида се Република (31. јануар 1808. године), распушта Сенат, али се посиже и за братовштином Св. Антуна, којој се забрањује даљи рад и реквирира имовину (лат. requirere – одузимати уз признаницу), док њихову Болницу и Дом стараца предаје хуманитарном фонду „Благо дјело“ (лат. Opera pia), а исту је судбину доживела и црква Св. „Антуна Опата“ на Плочама.

## Чланство братовштине Св. Антуна
У првом веку постојања братовштине највише су се истицали: Припче Утолчић, Домања Искрица, Ђивко Лонго, Лука Његојев, Ангело Качић, Милтен Прибојевић, Андрушко Богуновић, Богдан Окруљић, Антун Бутко, Јаков Котруљ, Ђивко Ругић, Паско Паце, Бојко Ненковић, Влахота Кранковић, Марин Нале и др.
Сачуван је попис чланова братовштине Св. Антуна у „матрикули“ (статуту).
Матрикула се данас чува у „Државном архиву“ у Дубровнику и представља прворазредно врело у истраживању како саме историје братовштине, тако и грађанскога слоја у целини.
 
То је књига великог формата, с листовима од пергамента, увезана у кожу и дрво, те украшена сребром.
У тзв. „Чингријиној генеалогији Антунина“, дат је попис чланова најутицајније групе дубровачких грађанских породица, који обухвата раздобље од чак три века.